# Ромеро, Брайан
Бра́йан Эсекье́ль Роме́ро (исп. Braian Ezequiel Romero; род. 15 июня 1991, Сан-Исидро, Аргентина) — аргентинский футболист, нападающий клуба «Интернасьонал», выступающий на правах аренды за «Тихуану».

## Биография
Ромеро начал профессиональную карьеру в клубе «Атлетико Акасуссо». В 2011 году он дебютировал за основной состав в Примере B Метрополитана. В 2015 году Ромеро на правах аренды перешёл в «Колон». 14 февраля в матче против «Сан-Лоренсо» он дебютировал аргентинской Примере. 28 марта в поединке против «Росарио Сентраль» Брайан забил свой первый гол за «Колон». В начале 2016 года Ромеро перешёл в «Архентинос Хуниорс». 13 февраля в матче против «Альдосиви» он дебютировал за новую команду. 17 апреля в поединке против «Расинга» из Авельянеды Брайан забил свой первый гол за «Архентинос Хуниорс». По итогам сезона клуб вылетел из элиты, но Ромеро остался в команде. В 2017 году он помог клубу вернуться в элиту, забив 15 мячей и став лучшим бомбардиром команды.
В начале 2018 года Ромеро перешёл в «Индепендьенте». 30 января в матче против «Эстудиантес» он дебютировал за новый клуб. 5 марта в поединке против «Сан-Мартин Сан-Хуан» Брайан забил свой первый гол за «Индепендьенте».
В середине 2019 года Ромеро на правах аренды перешёл в бразильский «Атлетико Паранаэнсе». 2 мая в матче против «Форталезы» он дебютировал в бразильской Серии A. 21 июля в поединке против ССА Масейо Брайан забил свой первый гол за «Алетико Паранаэнсе». В том же году он помог клубу завоевать Кубок Бразилии. По окончании аренды Брайан вернулся в «Индепендьенте».
В середине 2020 года Ромеро был арендован клубом «Дефенса и Хустисия». 18 сентября в матче Кубка Либертадорес против эквадорского «Дельфина» он дебютировал за новую команду. Также Брайан забил ещё два мяча в рамках турнира против парагвайской «Олимпии» и «Сантоса». В розыгрыше Южноамериканского кубка 2020 Ромеро забил 10 мячей, став лучшим бомбардиром турнира. Ромеро помог своей команде впервые в истории выиграть трофей, причём сразу на международном уровне. В финальном матче Брайан Ромеро забил второй гол своей команды в ворота «Лануса», и в итоге «Дефенса и Хустисия» одержала победу 3:0. Ромеро также был признан лучшим игроком финальной игры.
В июле 2021 года Ромеро перешёл в «Ривер Плейт», и в первом же сезоне помог своей новой команде стать чемпионом Аргентины.
29 июля 2022 года Ромеро перешёл в бразильский «Интернасьонал», подписав с клубом контракт до конца 2024 года. По информации аргентинской прессы клуб из Порту-Алегри заплатил 1 млн долларов США (5,2 млн бразильских реалов) за 50 % прав игрока.

## Достижения

### Клубные
- Чемпион Аргентины (1): 2021
- Победитель Примеры B Насьональ (1): 2016/17
- Чемпион Кубка Бразилии (1): 2019
- Обладатель Южноамериканского кубка (1): 2020
- Обладатель Рекопы Южной Америки (1): 2021
- Обладатель Кубка Левайн (1): 2019

### Личные
- Лучший бомбардир Южноамериканского кубка (1): 2020 (10 голов)